# زمین‌لرزه ۱ نوامبر ۲۰۰۲ پاکستان
زمین‌لرزه پاکستان  در تاریخ ۱ نوامبر ۲۰۰۲ میلادی، برابر با ‎۱۰ آبان ۱۳۸۱، ساعت ۲۲:۰۹:۲۹ به زمان یوتی‌سی در پاکستان رخ داد. ژرفای این زلزله ۲۷٫۵ کیلومتر بود، و بزرگی آن ۵٫۳ در مقیاس Mw اعلام شده‌است. زمین‌لرزه به وقت محلی در روز شنبه، ساعت ۳ روی داده و منطقه زمانی آن یوتی‌سی +۵ بوده‌است .
سازمان زمین‌شناسی آمریکا نیز رومرکز این زمین‌لرزه را در مختصات ۳۵°۳۱′۰۱″شمالی ۷۴°۳۹′۱۴″شرقی / ۳۵٫۵۱۷°شمالی ۷۴٫۶۵۴°شرقی و ژرفای آن را در ۳۳ کیلومتر گزارش کرده‌است. بزرگی برگزیدهٔ این سازمان از میان بزرگی‌های محاسبه‌شدهٔ مختلف ۵٫۴ در مقیاس Mw بوده و از دید اثر، در میان چهار دسته‌بندی «نامحسوس»، «محسوس»، «زیان‌آور» یا «با تلفات»، زلزله را «با تلفات» اعلام کرده‌است.رانش زمین در آن به وجود آمده‌است.
پروژهٔ «تنسور گشتاور مرکزوار» زاویه‌های (راستا، شیب، ریک) گسل سازندهٔ زمین‌لرزه و صفحه عمود بر آن را (°۲۱۶، °۴۲، °۹۰-) یا (°۳۶، °۴۸، °۹۰-) و نوع گسل را «عادی» فرارسانده‌است.
شمار کشتگان زلزله حدود ۱۱ نفر بوده‌است.تعداد زخمیان ۴۰ نفر برآورده شده‌است.بی‌خانمان شدگان نیز ۴۰۰۰ نفر اعلام شده‌است.